# Dios fluvial (Miguel Ángel)

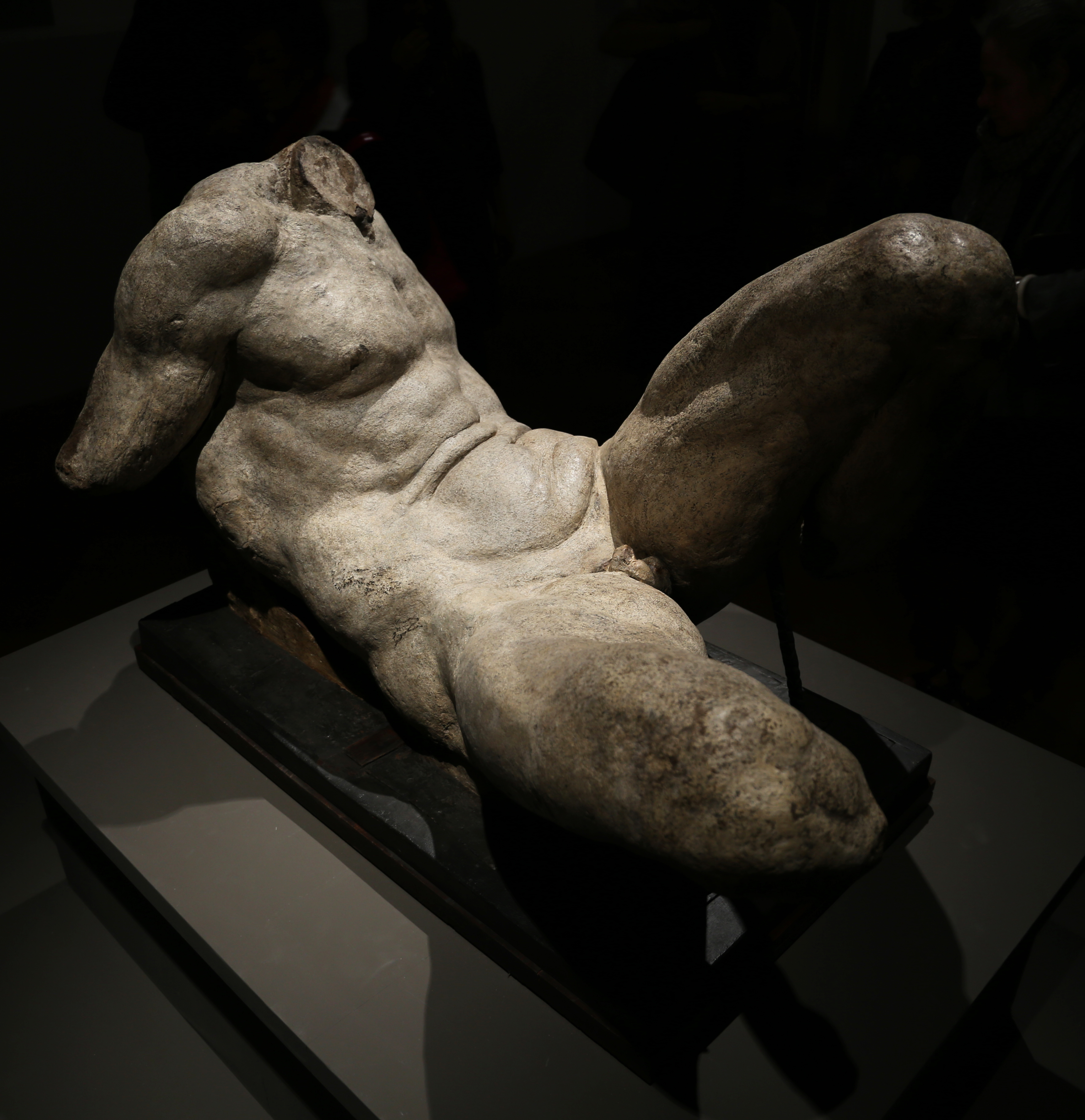
Vista

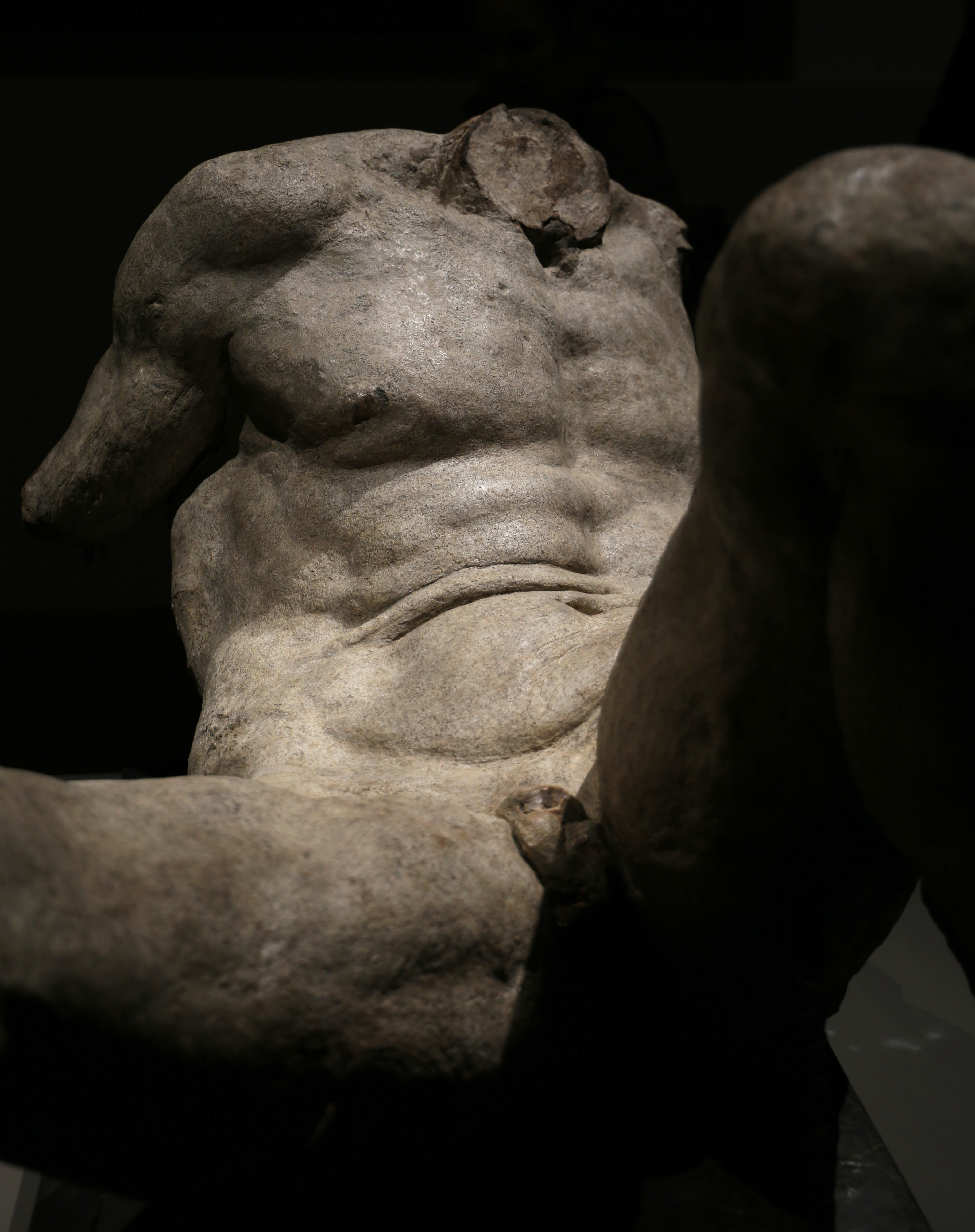
Detalle

El Dios fluvial es un modelo de escultura en madera, arcilla, lana y estopa (longitud, 180 cm) de Miguel Ángel Buonarroti, datado en el 1524 aproximadamente y ha sido conservado hasta 2017 en la Casa Buonarroti en Florencia, para luego volver a la Academia de las Artes del Dibujo que  es su propietaria. Se trata del único modelo a escala natural conocido de Miguel Ángel y debía representar una de las nunca esculpidas divinidades fluviales que debían decorar el espacio a los pies de los sarcófagos medici en la Sacristía Nueva de San Lorenzo.

## Descripción y estilo
El uso de modelos a escala natural es bastante raro en Miguel Ángel y en el caso de la Sacristía Nueva, fue expresamente encargado por el comprador, el papa Clemente VII, para acelerar, al menos en los proyectos, la finalización del complejo escultural, pudiendo así  delegar más fácilmente, si bien sólo parcialmente, la ejecución a otros. A pesar de estas premuras las personificaciones quedaron siempre sólo en estado de proyecto, no llegando nunca a concretizarse.
El dios fluvial está representado medio tumbado como en la iconografía antigua, y está privado de cabeza y brazos; también las piernas están mutiladas: la izquierda a la altura del pie y la derecha, de la rodilla hacia abajo. Las piernas parcialmente separadas recuerdan ejemplos clásicos como el Fauno Barberini.